# Lythrodes tripunctata
Lythrodes tripunctata är en fjärilsart som beskrevs av Barnes och Mcdunnough 1911. Lythrodes tripunctata ingår i släktet Lythrodes och familjen nattflyn. Inga underarter finns listade i Catalogue of Life.